# Škocjan, Domžale
Škocjan je naselje v Občini Domžale.